# 福斯福洛斯

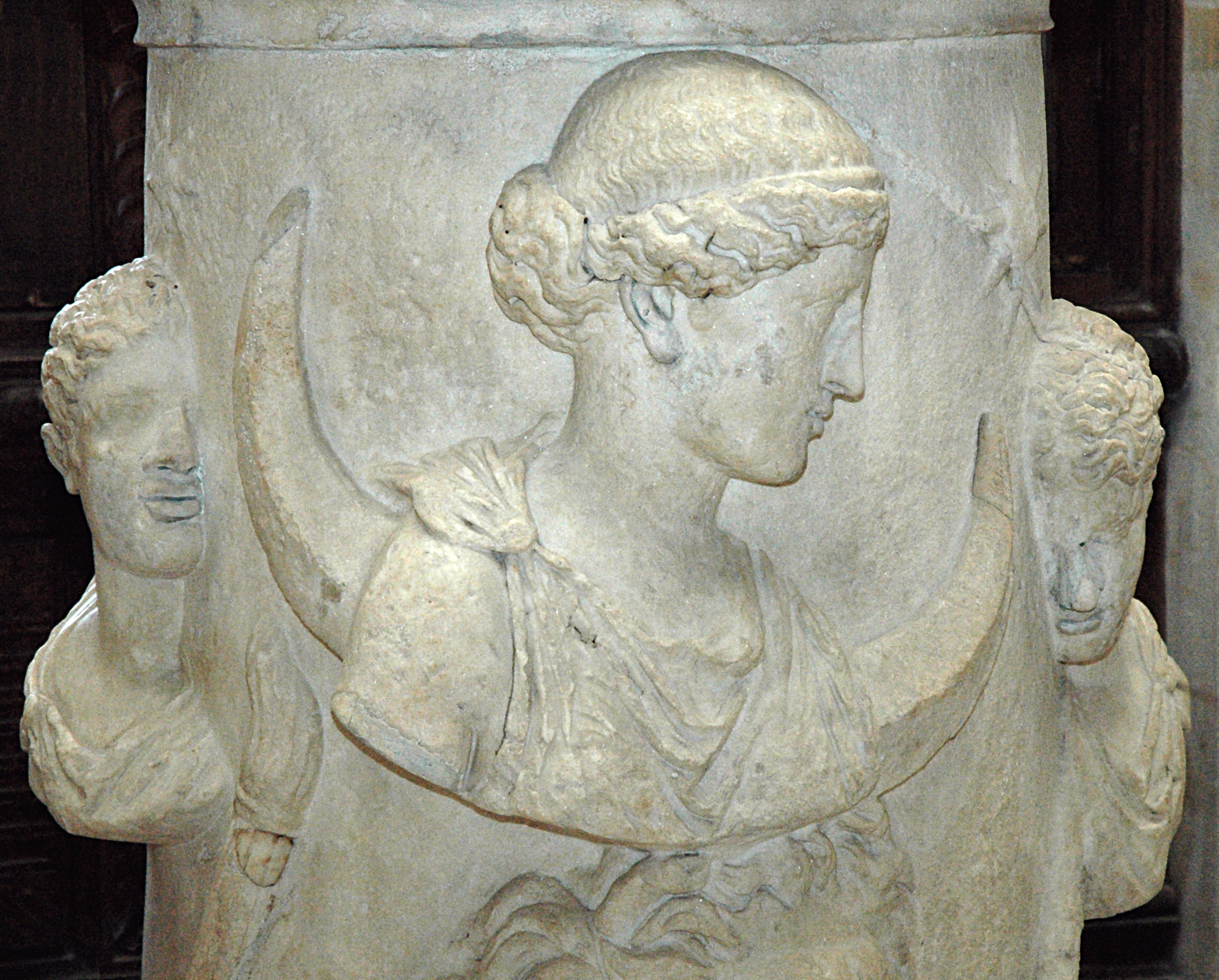
福斯福洛斯与赫斯珀洛斯，位于浮雕两侧；中央的人物是女神塞勒涅

福斯福洛斯（字面意思是“发光者”）希腊神话中的一个提坦，启明星（黎明时出现的金星）之神。他的别名是厄俄斯福洛斯（Εωσφόρος，字面意思是“黎明的”）。

## 简介
福斯福洛斯被描绘成掌管黎明时升起的金星的神祇，而掌管黄昏时出现的金星（太白星）的神祇则是他的兄弟赫斯珀洛斯。古希腊人（以及大部分古代民族）很长一段时间里都不知道早晨出现的启明星和傍晚出现的太白星实际是同一颗星，因此为一个天体安排了两位神祇。后来希腊人从巴比伦人那里获得了关于金星的知识，并仿照巴比伦人的做法用女爱神阿佛洛狄忒（对应于巴比伦神话中的伊什塔尔）作为金星的唯一神祇，于是福斯福洛斯与赫斯珀洛斯就都被取代了。
关于福斯福洛斯的父母，一般认为是阿斯特赖俄斯和厄俄斯，也有说法认为是刻法罗斯厄俄斯。在古典艺术中，福斯福洛斯通常被表现为一个手持火炬的俊美青年。
福斯福洛斯在罗马神话里的对应者是路喀斐耳（Lucifer，意为「发光者」）。

## 资料来源
- . . 辽宁人民出版社. ISBN 7-205-00960-X.
- 《古希腊罗马神话鉴赏辞典》，吉林出版社，ISBN 7-206-04846-3
- 《神话辞典》，（苏联）M·H·鲍特文尼克等，统一书号：2017·304